# Kolodvor
Kolodvor (njem. Bahnhof, fra. station, tal. stazione, eng. railway station) je skup željezničkih ili autobusnih perona tj. postaja za dovoz i odvoz robe i putnika, odnosno, zaustavljanje vlakova i autobusa radi ukrcaja ili iskrcaja robe i putnika. Uz postaje, često imaju i kućice ili prostore za prodaju karata, a veći kolodvori i skladišne prostore, upravne zgrade, prodavaonice, zahode, ugostiteljske objekte, parkirališta i slične prostore.
Kolodvori za zračni promet nazivaju se zračne luke (aerodromi), a za pomorski i riječni promet luke.
Manji željeznički kolodvori nazivaju se i željezničke postaje/stanice.

## Etimologija
Sama riječ kolodvor je prevedenica njemačke složenice Wagenhof (a ne Bahnhof kako se često pogrešno misli), koja je u hrvatski vjerojatno došla preko slovenskoga jezika, u kojemu se najraniji spomen koladvora javlja u ljubljanskim Novicama 1843. godine. Hrvatski arhaizam za kolodvor je kolostaj. Još Stanko Vraz u pismu 1848. spominje kolodvor, kao i karlovački Glasonoša 1862. te razni rječnici izdani u drugoj polovini XIX. st. Bogoslav Šulek predlagao je izraz kolnica za njemački Bahnhof, no u svojemu Znanstvenom nazivlju (1874./'75.) navodi kolodvor za tu njemačku riječ.